# かとう郁子
かとう 郁子（かとう いくこ、1976年3月25日 - ）は、日本の女優。東京都出身。アクロス エンタテインメント所属。旧名：加藤 郁子（読みは同じ）。

## 経歴・人物
血液型はB型。サンリオキャラクターの番組である「ハローキティとバッドばつ丸」と「キティズパラダイス」で司会を務めたり、フジテレビの朝の人気番組である「めざましテレビ」のリポーターを経ただけでなく、「1リットルの涙」の主題歌を出していた。
また、フリーとして、舞台出演にも活動を伸ばし、ブログ作りに力を入れている。

## 今までの出演

### テレビ
- ハローキティとバッドばつ丸（1997年 - 1998年、テレビ東京）
- キティズパラダイス（1999年 - 2001年、テレビ東京）
- めざましテレビ（フジテレビ）リポーター
- 民音創立45周年記念特別番組「音楽文化で結ぶ100の国と地域」（2009年3月20日、日本テレビ）ナレーション

### 舞台出演
- PRISMATICプロデュース公演 「LAST SMILE」